# I.DE.A Institute
I.DE.A Instituteé um centro de design e engenharia sediado em Turim, Itália, fundado em 1978.

## Modelos
- 1988 Fiat Tipo
- 1989 Lancia Dedra
- 1990 Fiat Tempra
- 1992 Alfa Romeo 155
- 1993 Lancia Delta
- 1993 Nissan Terrano II/Ford Maverick
- 1994 Lancia Kappa
- 1995 Daihatsu Move
- 1996 Fiat Palio
- 1997 Daewoo Nubira
- 1998 Tata Indica
- 2000 Kia Rio
- 2002 Tata Indigo